# إنزيم هضمي

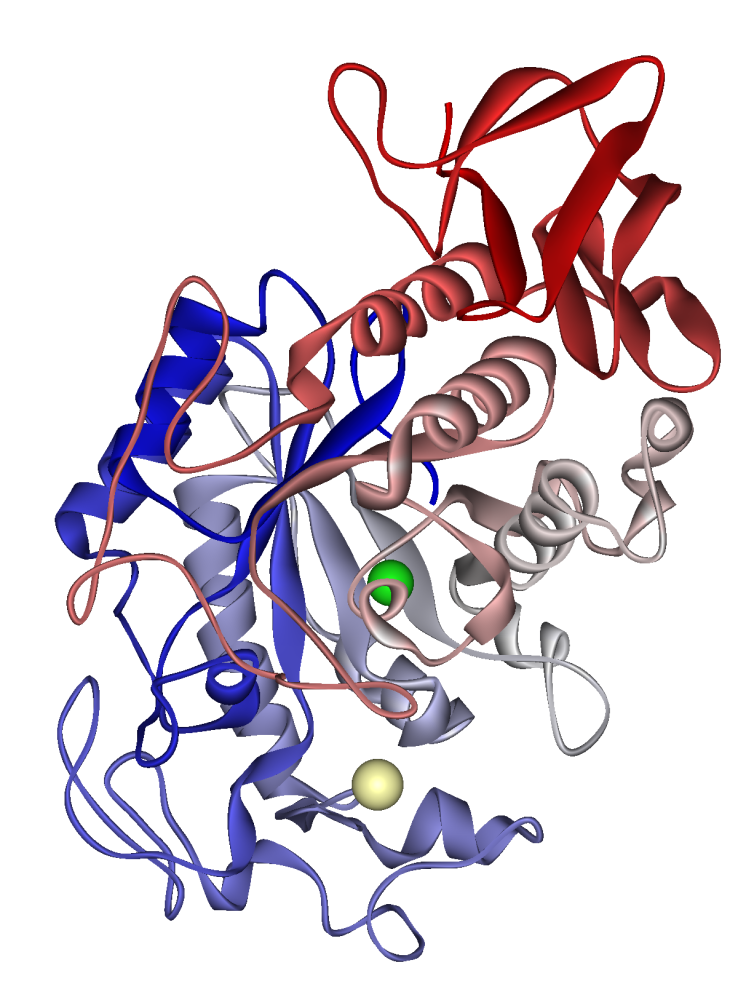

الإنزيمات الهاضمة هي الإنزيمات التي تحطم المركبات الغذائية المعقدة إلى وحدات البناء الأساسية المكونة لها، بغرض تسهيل عملية امتصاصها في الجسم. الإنزيمات الهاضمة توجد في القناة الهضمية لدى الإنسان والحيوان وكذلك في مصيدة النباتات آكلة اللحوم، حيث يكون الهدف منها هو هضم الطعام، كذلك داخل الخلايا، وخصوصاً في الأجسام الحالة، حيث تكون وظيفتها الحفاظ على بقاء الخلايا قيد الحياة. الإنزيمات الهاضمة التي لها خصائص متنوعة توجد في اللعاب ويتم إفرازها من قبل الغدد اللعابية، وأيضاً في إفرازات الخلايا المبطنة للمعدة، وفي العصارة البنكرياسية التي تفرز من قبل خلايا الغدد خارجية الإفراز بالبنكرياس. وأيضاً في إفرازات الخلايا المبطنة للأمعاء الدقيقة والغليظة.
الإنزيمات الهاضمة تصنف اعتماداً على المادة الهدف إلى :
- البروتياز والببتديز تحطم البروتينات إلى عديد ببتيد صغير وأحماض أمينية.
- اللايبيز يحطم الدهون إلى 3 أحماض دهنية وجزيء غليسيرول.
- الأميليز يحطم الكربوهيدرات مثل النشا والسكريات إلى سكريات بسيطة مثل الغلوكوز.
- النيوكلييز يحطم الأحماض النووية إلى نيوكليوتيدات.

في الجهاز الهضمي لدى الإنسان، المواقع الرئيسية للهضم هي في تجويف الفم، المعدة , والأمعاء الدقيقة. الإنزيمات الهاضمة يتم إفرازها من قبل مختلف الغدد خارجية الإفراز ومن ضمنها :
- الغدد اللعابية.
- الخلايا الإفرازية في المعدة.
- الخلايا الإفرازية في البنكرياس.
- الخلايا الإفرازية في الأمعاء الدقيقة.

## الفم
مواد الطعام المركبة التي يتناولها الإنسان وكذلك الحيوان يجب أن يتم تكسيرها إلى جزيئات أبسط وأسهل وأكثر قابلية للذوبان حتى يمكن إمتصاصها. ففي التجويف الفمي تفرز الغدد اللعابية طائفة متنوعة من الإنزيمات والمواد التي تساعد في كل من عمليتي الهضم والقضاء على الميكروبات والتي من ضمنها:
- الليباز اللساني: هضم الدهون يبدأ في الفم؛ حيث يبدأ هذا الإنزيم هذه العملية.
- الأميليز اللعابي: يبدأ هضم السكريات في الفم أيضاً، حيث يكسر الأميليز المفرز بواسطة الغدد اللعابية في تكسير السكريات وخصوصا السكر المطبوخ إلى سلاسل أصغر أو حتى سكريات بسيطة.
- الليزوزايم:بالأخذ في الاعتبار أن الطعام يحتوي بخلاف المادة المغذية على ميكروبات وفيروسات، يقوم الليزوزيم بوظيفة تطهير للطعام من الكائنات الدقيقة، وإن كانت محدودة وغير موجهة لميكروبات بعينها.

## المعدة
تدعى الإنزيمات التي تفرز داخل المعدة بالإنزيمات المعدية. تلعب المعدة دورا محوريا في هضم الطعام فهي أولا تخلط الطعام وتعصره، ومن جهة أخرى تفرز الإنزيمات التي تساعد في هضم الطعام.
تفرز المعدة الإنزيمات التالية:
البيبسين: هو الإنزيم الهاضم الرئيسي للمعدة ويتم إفرازه أولا في صورته الخاملة بيبسينوجين - والذي يعد أحد أنواع إنزيمات التخمر - ثم يتم تنشيطه عبر العصارة الحمضية للمعدة إلى صورته الفعالة البيبسين، ليكسر البروتينات إلى بيبتدات وأحماض أمينية، ولذلك فهضم البروتينات يبدأ في المعدة، على عكس السكريات والدهون التي يبدأ هضمها بالفم.
اللايبيز المعدي: هو لايبيز حامضي يفرز بواسطة الخلايا المعدية الرئيسية الموجودة بأعلى المعدة.
حمض الهيدروكلوريك ويتراوح الأس الهيدروجيني ما بين 3 - 6. ويكون اللايبيز المعدي مع اللايبيز اللساني نوعي اللايبيز الحامضين واللذان يعدان مسؤولين عن 30% من تحلل الدهون الحادث أثناء عملية الهضم في الإنسان البالغ، وترتفع هذه النسبة في الأطفال حديثي الولادة لتصل ما يناهز آل 50%.
وفيما يلي الهرمونات والمادة التي يتم إفرازها بواسطة المعدة وفوائدها بالنسبة لعملية الهضم:
حمض الهيدروكلوريك
العامل الداخلي
الميوسين
الجاسترين.

## البنكرياس
يعتبر البنكرياس غدة صماء وغدة خارجية في نفس الوقت.

## الأمعاء الدقيقة
يفرز الاثنى عشر كلا من الإنزيمات والهرمونات التالية:

## النباتات
بعض النباتات تفرز إنزيمات هاضمة لها القدرة على إذابة الحشرات وكذلك بعض الحشرات الصغيرة.